# Manipur (État princier)
35 – 1949
Entités précédentes :
- Raj britannique

Entités suivantes :
- Inde

Avant d'être un État indien, le Manipur était un État princier.

## Histoire
Le fort de Kangla a été construit par le roi Khagemba en 1632. Il avait vaincu les Chinois qui avaient attaqué le Manipur depuis la frontière orientale et il avait acquis, semble-t-il, la technique de construction des murs de briques de certains des prisonniers. Ce fort fut détruit en 1891 lors de l'invasion britannique.
Sous le règne du roi Paamheiba, le Manipur a été converti à l'hindouisme et les anciens textes en manipuri ont été détruits.
En 1949, le Maharaja Bodhchandra est convoqué à Shillong, capitale de la province indienne d'Assam. Il y signe un traité d'accession, intégrant le royaume dans l'Union indienne. L'assemblée législative est dissoute lors de cette intégration, en octobre 1949. Le Manipur devient un territoire en 1956 et un État à part entière en 1972.

## Dirigeants
D'après le Cheitharol Kumbaba, les chroniques royales du Manipour, ce pays a été dirigé par des rois meitei à partir de 33 Manipur. Les premiers rois ont des périodes de règne trop longues pour être fiables : il s'agit d'interpolations de l'auteur.
- -44--34 : Samlunghphaa
- -34--18 : Poireiton Khunthokpa
- -18--8 : Singtabung
- -8--1 : Paangminnaba
- -1-5 : Luwaang Khunthiba
- 5-33 : Luwaang Punshiba
- 33-153 : Nongda Lairen Pakhangba
- 153-263 : Khuiyoi Tompok
- 263-363 : Taothingmang
- 363-378 : Khui Ningomba
- 378-393 : Pengsiba
- 393-410 : Kaokhangba
- 410-427 : Naokhamba
- 427-517 : Naophangba
- 517-567 : Sameiraang
- 567-657 : Uraa Konthouba
- 662-762 : Naothingkhong
- 762-772 : Khongtekchaa
- 783-798 : Keirencha
- 798-820 : Yaaraba
- 820-909 : Ayaangba
- 909-948 : Ningthou Cheng
- 948-968 : Chenglei Ipaan Laangba
- 968-983 : Yanglou Keiphaba
- 983-1073 : Kainou Irengba
- 1073-1121 : Loiyumba
- 1121-1149 : Loitongba
- 1149-1162 : Atom Yoiremba
- 1162-1194 : Hemtou Iwaan Thaaba
- 1194-1230 : Thawaan Thaba
- 1230-1241 : Chingthaang Laanthaaba
- 1241-1246 : Thingbai Selhongba
- 1246-1262 : Puroon Thaaba
- 1262-1277 : Khumomba
- 1277-1301 : Moraamba
- 1301-1323 : Thaangbi Laanthaaba
- 1323-1334 : Kongyaamba
- 1334-1354 : Telheiba
- 1354-1359 : Tonaaba
- 1359-1394 : Tabungba
- 1394-1399 : Lairemba
- 1399-1432 : Pengshiba
- 1432-1467 : Ningthou Khomba
- 1467-1507 : Senbi Kiyaamba
- 1507-1511 : Koiremba
- 1511-1522 : Chingkhong Lamgai Ngamba
- 1522-1523 : Nongyin Phaaba
- 1523-1541 : Senbi Khomba
- 1541-1544 : Taangjaamba
- 1544-1561 : Chalaamba
- 1561-1596 : Mungyaamba
- 1596-1651 : Khagemba
- 1651-1665 : Khunjaoba
- 1665-1696 : Paikhomba
- 1696-1708 : Charairongba
- 1708-1747 : Paamheiba
- 1747-1751 : Chit Sai
- 1751-1752 : Bhorot Sai
- 1752-1758 : Maraamba
- 1758-1761 : Chingthang Khomba
- 1761-1763 : Maramba
- 1763-1798 : Chingthang Khomba
- 1798-1801 : Labeinachandra
- 1801-1804 : Madhuchandra
- 1804-1814 : Chourjit
- 1814-1819 : Marjit
- En 1819 Occupation du Manipour par la Birmanie, appelé en meitei « Chahi Taret Khuntakpa » (les sept années de désastre).
- Herachandra ------
- Yumjaotaba ------
- Gambhirsing -----
- Joysing
- Jadusing ------
- Raadhop ------
- Bhadra ------
- 1826-1834 : Gambhirsing
- 1834-1844 : Chandrakirti
- 1844-1850 : Narasingh
- 1850 : Devendra trois mois
- 1850-1885 : Chandrakirti
- 1886-1890 : Surchandra
- 1890-1891 : Kullachandra
- 1891-1941 : Churachand
- 1941-1955 : Budhachandra